# Alberto Verdinois
Alberto Verdinois (Trapani, 29 febbraio 1892 – Settsass, 28 ottobre 1915) è stato un militare italiano, decorato di Medaglia d'oro al valor militare alla memoria durante la prima guerra mondiale.

## Biografia
Nato in Sicilia da famiglia napoletana, più tardi trascorse l'infanzia a Roma (dopo un breve periodo a Palermo e a Napoli), dove frequentò le scuole, avviandosi alla carriera delle armi, attraverso la Scuola militare di Roma (all'epoca Collegio Militare) e l'Accademia militare di Modena (all'epoca Scuola militare), dalla quale uscì sottotentente dell'82º Reggimento Fanteria.
Nel maggio del 1915 si trovava a Conegliano e partecipò, quindi, alle prime operazioni di guerra, nell'alto Cordevole, sfidando più volte la morte che lo colse durante un'ardita operazione. Per il coraggio dimostrato meritò la Medaglia d'Oro, concessa con d. l. 13 novembre 1916.
Una via a Palermo, una a Trapani, una via e una lapide a Napoli, il Cimitero di guerra di Livinallongo del Col di Lana presso il castello di Andraz portano il suo nome.

## Lettera alla madre
Fu attribuita a Verdinois una lettera scritta alla madre Sofia poco prima della sua morte.
(Eno Mecheri (a cura di), Testamenti della Grande Guerra, 1936)

### Fonti
1. ↑  Alberto Verdinois, p. 467.
2. 1 2 3 4  Combattenti Liberazione.
3. ↑  Il padre Enrico Verdinois (Napoli 10.12.1845 - Roma 20.10.1932), ingegnere ed ispettore generale del Genio Civile (Cfr.: Memorie e Comunicazioni. Commemorazione dell'ingegnere Enrico Verdinois, in "Annali dei Lavori Pubblici (già Giornale del Genio Civile)", Indici del Volume LXX - Anno 1932 (X-XI), Ministero dei Lavori Pubblici - Consiglio Superiore, Roma, 1930, p.836), ottenne l'onorificenza sabauda di grand'uffiziale dell'Ordine dei SS. Maurizio e Lazzaro, accordatagli in occasione del collocamento a riposo, dopo avere assunto il ruolo di presidente di sezione del Consiglio Superiore dei Lavori Pubblici.
4. ↑   Alberto Verdinois, su movm.it - Sito Ufficiale del Gruppo delle Medaglie d'Oro al Valore Militare d'Italia. URL consultato il 22 gennaio 2023.
5. ↑   Eno Mecheri (a cura di), Testamenti della Grande Guerra, Prefazione di S.E. C. M. De Vecchi, Milano, Carnaro, 1936,  p. 23.
6. ↑  Malan 1969, p. 23.
7. ↑   Le ultime lettere a casa, su frontedolomitico.it. URL consultato il 20 gennaio 2023.
8. ↑   Alberto Verdinois, su quirinale.it. URL consultato il 19 gennaio 2023.
9. ↑   Scheda dal sito del Quirinale. URL consultato il 19 gennaio 2023.